# Нептунат(VI) натрия
Нептунат(VI) натрия — неорганическое соединение,
комплексный оксид нептуния и натрия
с формулой Na2NpO4,
кристаллы.

## Физические свойства
Нептунат(VI) натрия образует кристаллы нескольких кристаллических модификаций:
- α-Na2NpO4, ромбическая сингония, пространственная группа C mmm, параметры ячейки a = 0,9685 нм, b = 0,5705 нм, c = 0,3455 нм, Z = 2;
- β-Na2NpO4, ромбическая сингония, пространственная группа F mmm, параметры ячейки a = 0,5936 нм, b = 0,5785 нм, c = 1,1652 нм, Z = 4.